# ستبردم سه‌نواره تیت
ستبردم سه‌نواره تیت (نام علمی: Myoictis wavicus) نام یک گونه از تبار ستبردم‌تباران است.